# Салиагос
Са́лиагос (греч. Σάλιαγκος) — необитаемый островок в архипелаге Киклады, принадлежащий Греции. Расположен в проливе между островами Парос и Андипарос, в 500 метрах от Андипароса. Размеры островка — 100 метров длины с севера на юг, 50 метров ширины с востока на запад. Работы аквалангистов подтвердили, что в древности островок был частью перешейка, соединявшего острова Парос и Андипарос и исчезнувшего из-за повышения уровня воды.

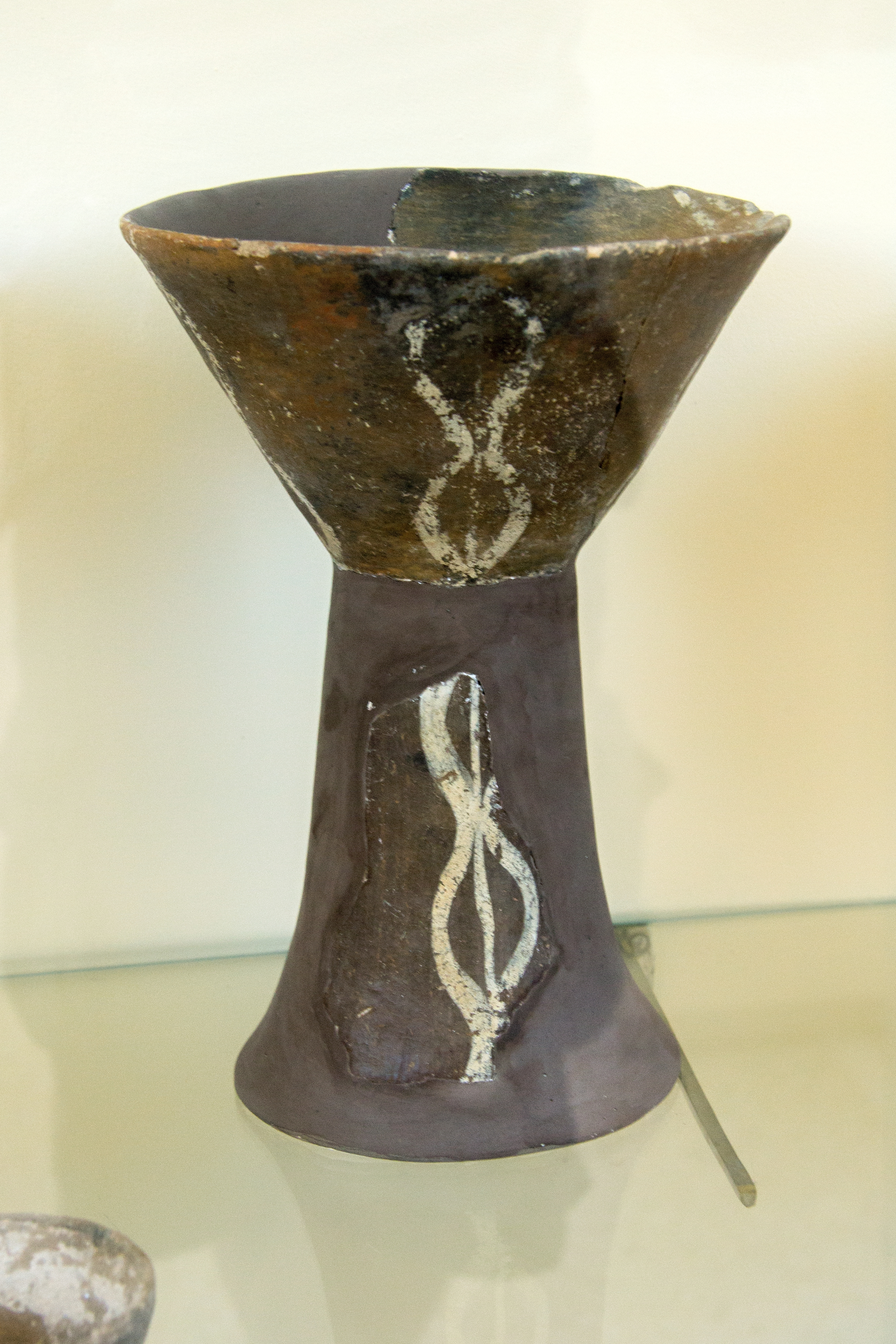
Кубок с острова Салиагос. 4-е тысячелетие до н. э. Археологический музей Пароса

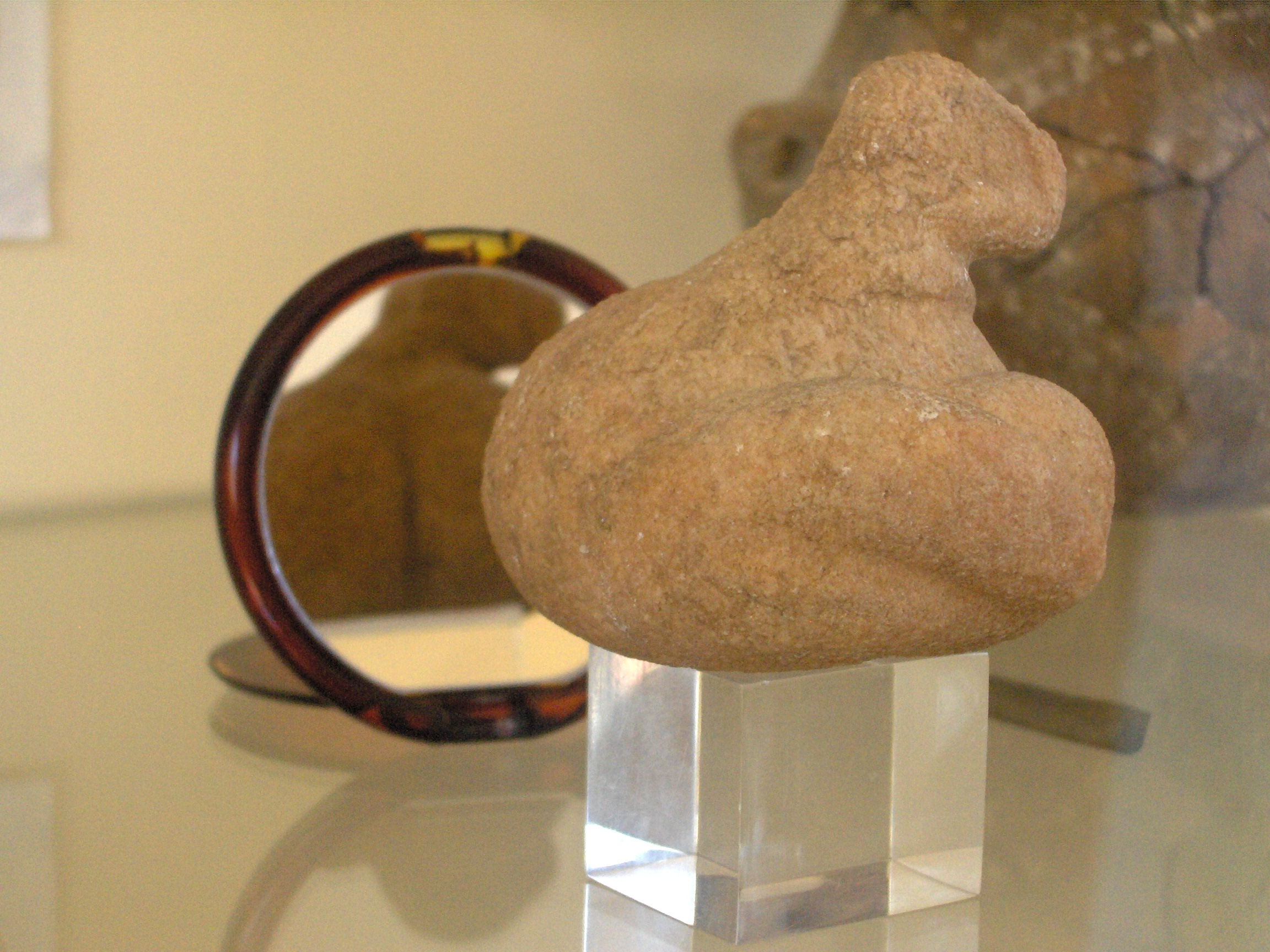
«Полная женщина из Салиагоса». 5-е тысячелетие до н. э. Археологический музей Пароса

Следы первобытного человека на поверхности Салиагоса обнаружил в 1961 году Никос Зафиропулос (Νικόλαος (Νίκος) Ζαφειρόπουλος). В 1964 году Джоном Дэвисом Эвансом и Колином Ренфрю из Британской школы в Афинах начато Салиагоса и в 1965 году были открыты остатки поздненеолитического поселения (5000—4500 до н. э.) с несколькими помещениями прямоугольной формы, а также мощная для своего времени оборонительная стена вокруг поселения. Одно из первых поселений человека на островах Киклады. Обнаружено довольно много керамики, украшенной гравировкой, рельефными налепами и росписью белой краской. Найдены три мраморные статуэтки: два «скрипкообразных» идола и «полная женщина из Салиагоса» (Παχύσαρκη κυρία του Σάλιαγκου), относящиеся к культуре Салиагос, датируемой 4300—3700 гг. до н. э., первые образцы скульптуры кикладской культуры. Излюбленной формой был кубок на высокой ножке. Найдено также большое количество каменных орудий, изготовленных из обсидиана, который в необработанном виде привозился с Милоса. Основу хозяйства составляло рыболовство, хотя жители занимались также земледелием, скотоводством и торговлей. Происхождение этих жителей не установлено; открытая на Салиагосе культура не имеет прямых аналогий ни в Греции, ни на Крите, ни на побережье Малой Азии.